# Манометр сильфонний
Манометр сильфонний (рос. манометр сильфонный; англ. bellows pressure gauge; нім. Wellrohrmanometer n, Balgenfedermanometer n) — манометр, у якому чутливим елементом є сильфон.
Сильфонні манометри, вакуумметри і мановакуумметри призначені для вимірювання, запису та регулювання тиску або розрідження неагресивних парів, газів і рідин. Прилади можуть працювати як вторинні в комплекті з іншими приладами з вбудованими пневматичними датчиками.
Сильфонні манометри випускаються як показують, так і самописними.
Самописні сильфонні манометри використовуються як стаціонарні прилади для вимірювання надлишкових тисків до 5 кг/см2, а також як вторинні прилади, використовувані в комплектах із пневматичними приладами для передачі показань на відстань. Сильфонні манометри випускаються в круглому або прямокутному корпусі.